# Contrôle des infections
Le contrôle des infections est une discipline qui vise à prévenir les infections nosocomiales ou associées aux soins de santé, une sous-discipline de l'épidémiologie. Il s'agit d'un élément essentiel, bien que souvent méconnu et sous-financé, de l'infrastructure des soins de santé. Le contrôle des infections et l'épidémiologie hospitalière s'apparentent à des pratiques de santé publique, pratiquées dans les limites d'un système de prestation de soins de santé particulier plutôt que dirigées contre la société dans son ensemble. Les agents anti-infectieux comprennent les antibiotiques, les antibactériens, les antifongiques, les antiviraux et les anti-protozoaires.
Le contrôle des infections traite des facteurs liés à la propagation des infections dans le cadre des soins de santé (de patient à patient, des patients au personnel et du personnel aux patients, ou parmi le personnel), y compris la prévention (via l'hygiène des mains / lavage des mains, nettoyage / désinfection / stérilisation, vaccination, surveillance), surveillance / investigation de la propagation d'infection démontrée ou suspectée dans un cadre de soins de santé particulier (surveillance et enquête sur les flambées) et prise en charge (interruption des flambées). C'est sur cette base que le titre commun adopté dans le domaine des soins de santé est «prévention et contrôle des infections».

## Contrôle des infections dans les établissements de santé
La technique aseptique est un élément clé de toutes les procédures médicales invasives. De même, les mesures de contrôle des infections sont plus efficaces lorsque des précautions standard (soins de santé) sont appliquées.[réf. nécessaire]

### Hygiène des mains
Des études indépendantes par Ignaz Semmelweis en 1846 à Vienne et Oliver Wendell Holmes, Sr. en 1843 à Boston ont établi un lien entre les mains des professionnels de santé et la propagation nosocomiale des maladies. Les Centres pour le contrôle et la prévention des maladies (CDC) : « Il est bien documenté que le lavage des mains est la mesure la plus importante et efficace pour prévenir la propagation d'agents pathogènes ». Dans le monde développé, le lavage des mains est obligatoire dans la plupart des établissements de soins de santé. exigent que les employeurs doivent fournir des installations de lavage des mains facilement accessibles, et doivent s'assurer que les employés se lavent les mains avec du savon et de l'eau ou rincent les muqueuses avec de l'eau dès que possible après un contact avec du sang ou d'autres matières potentiellement infectieuses (OPIM).
Au Royaume-Uni, les professionnels de la santé ont adopté la «technique Ayliffe», basée sur la méthode en 6 étapes développée par Graham Ayliffe, JR Babb et AH Quoraishi.
| Méthode utilisée                                                     | Pourcentage de bactéries présentes |
| -------------------------------------------------------------------- | ---------------------------------- |
| Serviettes en papier (2 plis 100% recyclé).                          | - 48.4%                            |
| Serviettes en papier (2 épaisseurs séchées à l'air, recyclées à 50%) | - 76.8%                            |
| Sécheur à air chaud                                                  | + 254.5%                           |
| Sécheur à jet d'air                                                  | + 14.9%                            |

Le séchage est une partie essentielle du processus d'hygiène des mains. En novembre 2008, une étude non évaluée par des pairs a été présentée au European Tissue Symposium par l'Université de Westminster, à Londres, comparant les niveaux de bactéries présents après l'utilisation de serviettes en papier, de sèche-mains à air chaud et de jets modernes. sèche-mains à air. De ces trois méthodes, seules les serviettes en papier réduisaient le nombre total de bactéries sur les mains, les serviettes séchées à l'air étant les plus efficaces.
Des tests ont été effectués pour déterminer s'il y avait un risque de contamination croisée d'autres utilisateurs de toilettes et de l'environnement des toilettes en raison de chaque type de méthode de séchage. Ils ont constaté que:
- le sécheur à jet d'air, qui souffle de l'air hors de l'unité à des vitesses de 400   mph, était capable de souffler des micro-organismes des mains et contaminer d'autres utilisateurs de toilettes et l'environnement des toilettes jusqu'à 2 mètres de distance
- utilisation d'un sèche-mains à air chaud peut répandre des micro-organismes jusqu'à 0,25 mètre du sèche-mains
- les serviettes en papier n'ont montré aucune propagation significative de micro-organismes.

En 2005, dans une étude menée par TUV Produkt und Umwelt, différentes méthodes de séchage des mains ont été évaluées. Les changements suivants dans le nombre de bactéries après le séchage des mains ont été observés :
| Méthode de séchage              | Effet sur le comptage bactérien |
| ------------------------------- | ------------------------------- |
| Serviettes en papier et rouleau | Diminution de 24%               |
| Séchoir à air chaud             | Augmentation de 117%            |

### Stérilisation
La stérilisation est un processus destiné à tuer tous les micro-organismes et représente le plus haut niveau de destruction microbienne possible connu. Les stérilisateurs peuvent être uniquement de la chaleur, de la vapeur ou des produits chimiques liquides. L'efficacité du stérilisateur comme un autoclave à vapeur est déterminée de trois manières. Tout d'abord, les indicateurs et jauges mécaniques sur la machine elle-même indiquent le bon fonctionnement de la machine. Les deuxièmes indicateurs sensibles à la chaleur ou le ruban adhésif sur les sacs de stérilisation changent de couleur, ce qui indique les niveaux appropriés de chaleur ou de vapeur. Et, troisièmement (le plus important), les tests biologiques dans lesquels un micro-organisme hautement résistant à la chaleur et aux produits chimiques (souvent l'endospore bactérienne) est sélectionné comme un standard. Si le processus tue ce micro-organisme, le stérilisateur est considéré comme efficace.
La stérilisation, si elle est effectuée correctement, est un moyen efficace d'empêcher la propagation des bactéries. Il doit être utilisé pour le nettoyage des instruments médicaux ou des gants, et de tout type d'article médical qui entre en contact avec la circulation sanguine et les tissus stériles.
Il existe quatre façons principales de stériliser ces articles: l'autoclave (en utilisant de la vapeur à haute pression), la chaleur sèche (dans un four), en utilisant des stérilisants chimiques tels que des solutions de acétaldéhydes ou de formaldéhyde ou par rayonnement (à l'aide de matériel physique). agents). Les deux premières sont les méthodes de stérilisation les plus utilisées, principalement en raison de leur accessibilité et de leur disponibilité. La stérilisation à la vapeur est l'un des types de stérilisation les plus efficaces, si elle est effectuée correctement, ce qui est souvent difficile à réaliser. Les instruments utilisés dans les établissements de santé sont généralement stérilisés avec cette méthode. La règle générale dans ce cas est que pour effectuer une stérilisation efficace, la vapeur doit entrer en contact avec toutes les surfaces destinées à être désinfectées. D'autre part, la stérilisation à la chaleur sèche, qui est effectuée à l'aide d'un four, est également un type de stérilisation accessible, bien qu'elle ne puisse être utilisée que pour désinfecter des instruments en métal ou en verre. Les températures très élevées nécessaires pour effectuer la stérilisation de cette manière peuvent faire fondre les instruments qui ne sont ni en verre ni en métal.
La stérilisation à la vapeur se fait à une température de 121 °C avec une pression de 209 kPa. Dans ces conditions, les articles en caoutchouc doivent être stérilisés pendant 20 minutes et les articles emballés à 134 °C avec une pression de 310 kPa pendant 7 minutes. Le temps est compté une fois la température nécessaire atteinte. La stérilisation à la vapeur nécessite quatre conditions pour être efficace: un contact adéquat, une température suffisamment élevée, un temps correct et une humidité suffisante. La stérilisation à la vapeur peut également se faire à une température de 132 °C, sous une double pression. La stérilisation à la chaleur sèche est effectuée à 170 °C pendant une heure ou deux heures à une température de 160 °C. La stérilisation à la chaleur sèche peut également être effectuée à 121 °C, pendant au moins 16 heures.
La stérilisation chimique, également appelée stérilisation à froid, peut être utilisée pour stériliser des instruments qui ne peuvent normalement pas être désinfectés par les deux autres procédés décrits ci-dessus. Les articles stérilisés par stérilisation à froid sont généralement ceux qui peuvent être endommagés par une stérilisation régulière. Généralement, les acétaldéhydes et le formaldéhyde sont utilisés dans ce processus, mais de différentes manières. Lors de l'utilisation du premier type de désinfectant, les instruments sont trempés dans une solution à 2-4% pendant au moins 10 heures tandis qu'une solution à 8% de formaldéhyde stérilisera les articles en 24 heures ou plus. La stérilisation chimique est généralement plus coûteuse que la stérilisation à la vapeur et est donc utilisée pour des instruments qui ne peuvent pas être désinfectés autrement. Une fois les instruments trempés dans les solutions chimiques, il est obligatoire de les rincer à l'eau stérile qui éliminera les résidus des désinfectants. C'est la raison pour laquelle les aiguilles et les seringues ne sont pas stérilisées de cette manière, car les résidus laissés par la solution chimique qui a été utilisée pour les désinfecter ne peuvent pas être lavés avec de l'eau et ils peuvent interférer avec le traitement administré. Bien que le formaldéhyde soit moins cher que les glutaraldéhydes, il est également plus irritant pour les yeux, la peau et les voies respiratoires et est classé comme cancérogène potentiel.
Il existe d'autres méthodes de stérilisation, bien que leur efficacité reste controversée. Ces méthodes comprennent le gaz, les UV, le plasma gazeux et la stérilisation chimique avec des agents tels que l'acide peroxyacétique ou le formaldéhyde.

### Nettoyage
Les infections peuvent également être évitées dans les maisons. Afin de réduire leurs chances de contracter une infection, il est recommandé aux individus de maintenir une bonne hygiène en se lavant les mains après chaque contact avec des zones douteuses ou des fluides corporels et en jetant des ordures à intervalles réguliers pour empêcher la prolifération des germes.

### Désinfection
La désinfection utilise des produits chimiques liquides sur les surfaces et à température ambiante pour tuer les micro-organismes responsables de maladies. La lumière ultraviolette a également été utilisée pour désinfecter les chambres des patients infectés par Clostridium difficile. La désinfection est moins efficace que la stérilisation car elle ne tue pas les endospores bactériennes.

### Équipement de protection individuelle

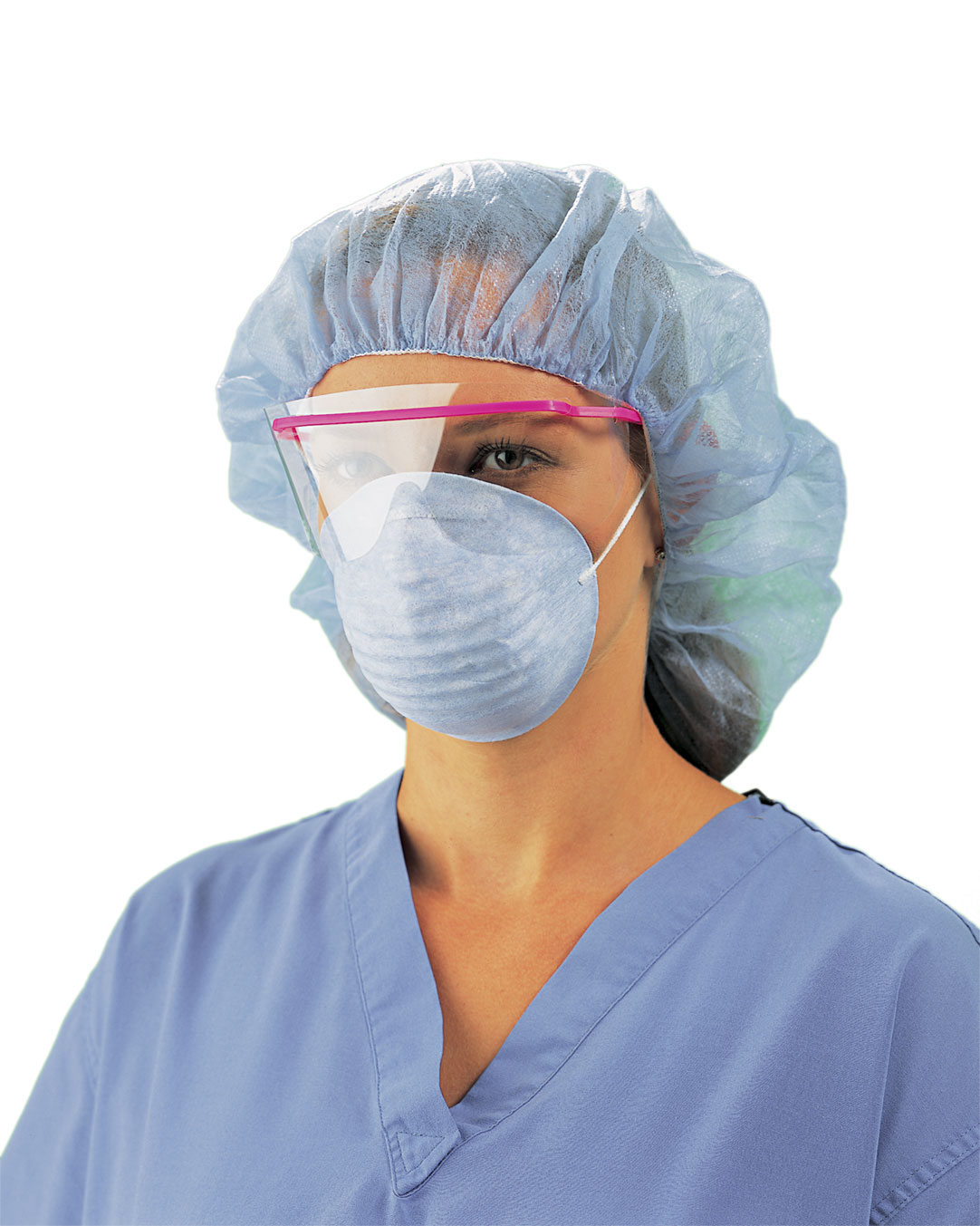
EPI jetable

L'équipement de protection individuelle (EPI) est un vêtement ou un équipement spécialisé porté par un travailleur pour se protéger contre un danger. Le danger dans un établissement de soins de santé est l'exposition au sang, à la salive ou à d'autres fluides corporels ou aérosols qui peuvent transporter des matières infectieuses comme l'hépatite C, le VIH ou d'autres agents pathogènes véhiculés par le sang ou les fluides corporels. L'EPI empêche le contact avec un matériel potentiellement infectieux en créant une barrière physique entre le matériel infectieux potentiel et le travailleur de la santé.
La Occupational Safety and Health Administration (OSHA) des États-Unis exige que les travailleurs utilisent un équipement de protection individuelle (EPI) pour se prémunir contre les agents pathogènes véhiculés par le sang en cas d'exposition prévisible au sang ou à d'autres matières potentiellement infectieuses.
Les composants des EPI comprennent des gants, des blouses, des bonnets, des couvre-chaussures, des écrans faciaux, des masques de RCR, des lunettes de protection, des masques chirurgicaux et des respirateurs. Le nombre de composants utilisés et leur utilisation sont souvent déterminés par la réglementation ou le protocole de contrôle des infections de l'établissement en question. La plupart de ces articles sont jetables pour éviter de transporter des matières infectieuses d'un patient à un autre. Aux États-Unis, l'OSHA exige le retrait et la désinfection ou l'élimination immédiats de l'EPI d'un travailleur avant de quitter la zone de travail exposée aux matières infectieuses.
L'utilisation inappropriée d'équipements de protection individuelle comme les gants a été liée à une augmentation des taux de transmission des infections et leur utilisation doit être compatible avec les autres moyens d'hygiène des mains utilisés.

### Surfaces antimicrobiennes
Les micro - organismes sont connus pour survivre pendant de longues périodes sur des surfaces comme les barrières de lit, plateaux au-dessus du lit, boutons d'appel, matériel de salle de bain,. Cela est particulièrement gênant dans les environnements hospitaliers où les patients présentant des déficits immunitaires ont un risque accru de contracter des infections nosocomiales.
Les produits fabriqués avec des surfaces en alliage de cuivre antimicrobien (laitons, bronzes, cupronickel, cuivre-nickel-zinc et autres) détruisent un large éventail de micro-organismes en peu de temps. L'Agence de Protection de l'Environnement des Etats - Unis a approuvé l'enregistrement de 355 alliages de cuivre antimicrobien et une surface dure de cuivre infusé synthétique capable de tuer E. coli O157: H7, méthicilline résistante Staphylococcus aureus (MRSA), Staphylococcus, Enterobacter aerogenes et Pseudomonas aeruginosa en moins de 2 heures de contact. D'autres recherches ont démontré l'efficacité des alliages de cuivre antimicrobiens pour détruire Clostridium difficile, le virus de la grippe A, l'adénovirus et les champignons. En tant que mesure d'hygiène publique en plus du nettoyage régulier, des alliages de cuivre antimicrobiens sont installés dans des établissements de santé au Royaume-Uni, en Irlande, au Japon, en Corée, en France, au Danemark, au Brési, aux États-Unis et en Israël.

## Vaccination des agents de santé
Les travailleurs de la santé peuvent être exposés à des infections au cours de leur travail. Des vaccins sont disponibles pour fournir une protection aux travailleurs dans un cadre de soins de santé. Selon la réglementation, la recommandation, la fonction de travail spécifique ou les préférences personnelles, les travailleurs de la santé ou les premiers intervenants peuvent recevoir des vaccins contre l'hépatite B ; la grippe ; la rougeole, les oreillons et la rubéole ; Tétanos, diphtérie, coqueluche ; N. meningitidis ; et la varicelle.

## Surveillance des infections

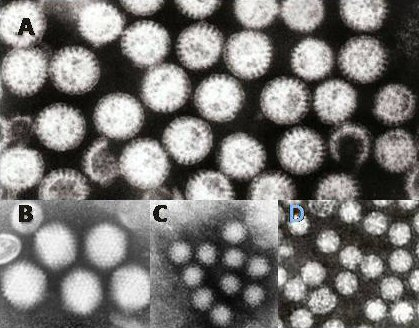
Virus de gastro-entérite

La surveillance est l'acte d'investigation des infections utilisant les définitions des CDC. Pour déterminer la présence d'une infection contractée à l'hôpital, un praticien du contrôle des infections (PCI) doit examiner le dossier d'un patient et voir si le patient présente les signes et les symptômes d'une infection. Il existe des définitions de la surveillance des infections de la circulation sanguine, des voies urinaires, de la pneumonie et de la gastro-entérite.
La surveillance implique traditionnellement une évaluation et une saisie manuelle des données afin d'évaluer les actions préventives comme l'isolement des patients atteints d'une maladie infectieuse. Des solutions logicielles informatisées deviennent disponibles pour évaluer les messages de risque provenant de la microbiologie et d'autres sources en ligne. En réduisant le besoin de saisie de données, le logiciel peut réduire la charge de travail des PIC, les libérant ainsi pour se concentrer sur la surveillance clinique.
En 1998, environ un tiers des infections nosocomiales étaient évitables. Les activités de surveillance et de prévention sont de plus en plus une priorité pour le personnel hospitalier. L' étude sur l'efficacité du contrôle des infections nosocomiales (SENIC) du CDC américain a révélé dans les années 1970 que les hôpitaux réduisaient leurs taux d'infection nosocomiale d'environ 32% en se concentrant sur les activités de surveillance et de prévention.

## Isolement et quarantaine
Dans le contexte des soins de santé, l'isolement médical fait référence à diverses mesures physiques prises pour interrompre la propagation nosocomiale des maladies contagieuses. Différentes formes d'isolement existent et sont appliquées en fonction du type d'infection et de l'agent impliqué, pour réduire la probabilité de propagation par des particules ou des gouttelettes en suspension dans l'air, par contact direct avec la peau ou par contact avec des fluides corporels.
Dans les cas où l'infection est simplement suspectée, les individus peuvent être mis en quarantaine jusqu'à ce que la période d'incubation soit passée et que la maladie se manifeste ou que la personne reste en bonne santé. Les groupes peuvent être mis en quarantaine ou, dans le cas des communautés, un cordon sanitaire peut être imposé pour empêcher l'infection de se propager au-delà de la communauté. Les autorités de santé publique peuvent mettre en œuvre d'autres formes d'isolement comme la fermetures d'écoles et de lieux publics afin de contrôler une épidémie.

## Enquête sur une éclosion
Lorsqu'un groupe inhabituel de maladies est noté, les équipes de contrôle des infections entreprennent une enquête pour déterminer s'il y a une véritable éclosion, une pseudo-éclosion résultant d'une contamination dans le cadre du processus de test de diagnostic ou simplement une fluctuation aléatoire de la fréquence de la maladie. Si une véritable éclosion est découverte, les praticiens du contrôle des infections tentent de déterminer ce qui a permis à l'épidémie de se produire et de réorganiser les conditions pour empêcher la propagation de l'infection. Souvent, les manquements aux bonnes pratiques sont responsables, bien que parfois d'autres facteurs puissent être à l'origine du problème.
Les enquêtes sur les épidémies sont menées afin de prévenir des cas supplémentaires, de prévenir, de se renseigner sur une nouvelle maladie ou de découvrir quelque chose de nouveau sur une ancienne maladie. Rassurer le public, minimiser les perturbations économiques et sociales et enseigner l'épidémiologie sont d'autres objectifs des enquêtes sur les épidémies.
Selon l'OMS, les enquêtes sur les épidémies visent à en détecter la cause, la façon dont l'agent pathogène est transmis, d'où tout a commencé, quel est le porteur, quelle est la population à risque d'être infectée et quels sont les facteurs de risque.
Les résultats des enquêtes sur les épidémies sont rendus publics au moyen d'un rapport dans lequel les résultats sont communiqués aux autorités, aux médias, à la communauté scientifique, etc. Ces rapports sont couramment utilisés comme outils pédagogiques.

## Formation en contrôle des infections et en épidémiologie des soins de santé
Les praticiens peuvent provenir de plusieurs filières éducatives. Beaucoup commencent comme infirmiers, certains comme technologues médicaux (en particulier en microbiologie clinique), et d'autres comme médecins (généralement des spécialistes des maladies infectieuses). Une formation spécialisée en contrôle des infections et en épidémiologie des soins de santé est offerte par les organisations professionnelles. Les médecins qui souhaitent devenir des praticiens du contrôle des infections sont souvent formés dans le cadre d'une bourse de recherche en maladies infectieuses.
Aux États-Unis, le Certification Board of Infection Control and Epidemiology est une entreprise privée qui certifie les praticiens du contrôle des infections en fonction de leur formation et de leur expérience professionnelle, parallèlement au test de leur base de connaissances avec des examens standardisés. Le titre décerné est CIC, Certification en contrôle des infections et en épidémiologie. Il est recommandé d'avoir 2 ans d'expérience en contrôle des infections avant de postuler à l'examen. La certification doit être renouvelée tous les cinq ans.
Un cours d'épidémiologie hospitalière (contrôle des infections en milieu hospitalier) est proposé chaque année conjointement par les Centers for Disease Control and Prevention (CDC) et la Society for Healthcare Epidemiology of America.

## Standardisation

### Australie
En 2002, le Royal Australian College of General Practitioners a publié une norme révisée pour le contrôle des infections en cabinet qui couvre les sections de la gestion de la vaccination, de la stérilisation et de la surveillance des maladies,. Cependant, le document sur l'hygiène personnelle des agents de santé ne se limite qu'à l'hygiène des mains, à la gestion des déchets et du linge, ce qui peut ne pas être suffisant car certains des agents pathogènes sont véhiculés par l'air et peuvent se propager par le flux d'air,.
Depuis le 1er novembre 2019, la Commission australienne pour la sécurité et la qualité des soins de santé gère l'initiative d'hygiène des mains en Australie, une initiative axée sur l'amélioration des pratiques d'hygiène des mains pour réduire l'incidence des infections associées aux soins de santé.

### États-Unis
Actuellement, le règlement fédéral qui décrit les normes de contrôle des infections, en ce qui concerne l'exposition professionnelle au sang et à d'autres matériaux potentiellement infectieux, se trouve dans 29 CFR Part 1910.1030 Pathogènes à diffusion hématogène.